# Prinsessan Charlotte av Sachsen-Meniningen
Prinsessan Charlotte av Sachen-Meiningen (tyska: Marie Charlotte Amalie Ernestine Wilhelmine Philippine, Prinzessin von Sachsen-Meiningen) (11 september 1751, Frankfurt am Main, Heliga Romerska Riket – 25 april 1827, Genua, Konungariket Sardinien) var en medlem av huset Saxe-Meiningen och en prinsessa av Sachsen-Meiningen genom födslen. Hon var också en medlem av huset Saxe-Gotha-Altenburg och blev hertiginnan av Saxe-Gotha-Altenburg genom hennes äktenskap med Ernest II, Hertig av Saxe-Gotha-Altenburg.

## Biografi
Charlotte var äldsta barnet och dotter till Anton Ulrich, Hertig av Saxe-Meiningen och hans andra hustru Charlotte Amalie av Hessen-Philippsthal. Charlotte var en äldre syster till Charles William, Hertig av Saxe-Meiningen och George I, Hertig av Sachsen-Meiningen.
Charlotte gifte sig med Ernest, den 21 mars 1769 i Meiningen. Charlotte och Ernest hade fyra barn.

### Forskning
Charlotte var framstående inom astronomi. Hon räknade relief paneler för astronomen Franz Xaver von Zach och hon deltog i observationer. Charlotte deltog också i den första europeiska astronomikongressen 1798 i Seeberg Observatory och hon var en av de ledande astronomerna av hennes tid.